# Scheloribates mumfordi
Scheloribates mumfordi är en kvalsterart som beskrevs av Arthur P. Jacot 1934. Scheloribates mumfordi ingår i släktet Scheloribates och familjen Scheloribatidae.

## Underarter
Arten delas in i följande underarter:
- S. m. mumfordi
- S. m. uapoui